# Pisa Sporting Club 1962-1963
Questa voce raccoglie le informazioni riguardanti il Pisa Sporting Club nelle competizioni ufficiali della stagione 1962-1963.

## Rosa
| N. |                   | Ruolo | Calciatore             |
| -- | ----------------- | ----- | ---------------------- |
|    | Italia (bandiera) | C     | Fabrizio Barontini     |
|    | Italia (bandiera) | C     | Giorgio Bettini        |
|    | Italia (bandiera) | A     | Guido Bona             |
|    | Italia (bandiera) |       | Amerigo Bronzini       |
|    | Italia (bandiera) | P     | Franco Cacciatori      |
|    | Italia (bandiera) | P     | Ennio Ceschia          |
|    | Italia (bandiera) | A     | Giuseppe Cosma         |
|    | Italia (bandiera) | D     | Benito Davanzati       |
|    | Italia (bandiera) | C     | Lino De Petrillo       |
|    | Italia (bandiera) | C     | Agostino Di Bartolomeo |

| N. |                   | Ruolo | Calciatore       |
| -- | ----------------- | ----- | ---------------- |
|    | Italia (bandiera) | C     | Bruno Gioia      |
|    | Italia (bandiera) | A     | Mario Magagnotti |
|    | Italia (bandiera) | A     | Francesco Mungai |
|    | Italia (bandiera) | C     | Marco Pucci      |
|    | Italia (bandiera) | A     | Roberto Rolla    |
|    | Italia (bandiera) | D     | Bruno Romanini   |
|    | Italia (bandiera) | A     | Giampaolo Rossi  |
|    | Italia (bandiera) | D     | Aldo Secco       |
|    | Italia (bandiera) | D     | Nello Sgorbizza  |